# Rigoberto Sanchez
(en) Statistiques sur pro-football-reference
Rigoberto « Rigo » Jovany Sanchez (né le 8 septembre 1994 à Chico dans l'État de la Californie) est un joueur professionnel américain de football américain qui a évolué au poste de punter en National Football League (NFL) depuis 2017.

## Biographie

### Jeunesse et carrière universitaire
Fils de Jaime et Veronica Sanchez, des immigrants mexicains, Rigoberto Sanchez grandit à Hamilton City, une ville à majorité hispanique près de Sacramento. Jouant d'abord au soccer (football), il commence à jouer au football américain sur la recommandation d'un ami. Issu d'une famille supportrice du Chivas, il considère rejoindre l'équipe de soccer du Santa Rosa Junior College avant de finalement se concentrer sur le football américain à Butte College, il devient alors la première personne de sa famille à intégré une institution d'éducation supérieure. Jouant comme kicker et punter avec l'équipe pendant deux ans, il bats les record d'équipe pour le plus de kicks réussis en une saison et en carrière. Cependant, il n'est recruté par aucune équipe de Division I à sa graduation. Après une année d'absence, il rejoint les Rainbow Warriors d'Hawaï en 2015 et reste deux années avec l'équipe. Ignoré lors de la draft de 2017, il rejoint les Colts d'Indianapolis, en besoin d'un remplacent pour le nouvellement retraité Pat McAfee,.

### Carrière professionnelle
Avec les Colts, Sanchez est en compétition avec le vétéran Jeff Locke pour remplacer McAfee. Sa capacité de faire les kickoff lui donne avantage, le rôle ayant précédemment été occupé par McAfee. Durant son premier camp d'entrainement, l’entraîneur des unités spéciales Tom McMahon le compare à Cody Parkey et Brandon McManus.
Sanchez bat Locke et intègre l'équipe. À la fin de la saison, il fait la PFWA All-Rookie Team. Après deux saisons, il signe une extension de quatre ans d'une valeur de 11 600 000$. L'équipe en profite également pour renouveler le contrat du long snapper Luke Rhodes, qui est chargé de remettre les punts à Sanchez. À sa troisième saison, il se place comme troisième dans la ligue pour distance des punts. Cependant, c'est surtout le placement de ses punts, souvent placés dans les coins pour ne pas être retourné, qui attire l'attention d'observateur.
En 2020, Sanchez est ennuyé par une douleur avant la rencontre contre les Titans du Tennessee. Après des analyses, les docteurs de l'équipe découvre une tumeur cancéreuse. Sanchez décide de quand même jouer le match et se fait opéré après celui-ci. Cette situation rappelle celle de Josh Bidwell, un autre punter de la NFL qui avait été diagnostiqué avec un cancer en 1999. Il revient à l'entraînement seize jours après l'opération.
Sanchez rate la saison 2022 après une tendon calcanéen déchiré, mais retourne avec l'équipe la saison suivante. En 2024, il signe un nouveau contrat de trois ans pour une valeur totale de 7 500 000$.

## Statistiques
| Année  | Équipe               | MJ  |                 | Punt            | Punt            | Punt            |
| Année  | Équipe               | MJ  | Tentés          | Yards           | Moy.            |                 |
| 2017   | Colts d'Indianapolis | 16  | 84              | 3 764           | 44,8            |                 |
| 2018   | Colts d'Indianapolis | 16  | 57              | 2 629           | 46,1            |                 |
| 2019   | Colts d'Indianapolis | 16  | 59              | 2 619           | 44,4            |                 |
| 2020   | Colts d'Indianapolis | 14  | 42              | 1 940           | 46,2            |                 |
| 2021   | Colts d'Indianapolis | 17  | 59              | 2 627           | 44,5            |                 |
| 2023   | Colts d'Indianapolis | 17  | 68              | 3 281           | 48,3            |                 |
| 2024   | Colts d'Indianapolis | ?   | Saison en cours | Saison en cours | Saison en cours | Saison en cours |
| Totaux | Totaux               | 102 | 393             | 18 069          | 46,0            |                 |

| Année  | Équipe               | MJ |        | Punt  | Punt | Punt |
| Année  | Équipe               | MJ | Tentés | Yards | Moy. |      |
| 2018   | Colts d'Indianapolis | 2  | 11     | 486   | 44,2 |      |
| 2020   | Colts d'Indianapolis | 1  | 2      | 73    | 36,5 |      |
| Totaux | Totaux               | 3  | 13     | 533   | 43,0 |      |

## Vie personnelle
Sanchez rencontre sa femme Cynthia alors que les deux sont des athlète à Butte College.